# Kağan Moradaoğlu
Kağan Moradaoğlu (* 10. Januar 2003 in Trabzon) ist ein türkischer Fußballtorhüter, der seit 2019 beim Trabzonspor unter Vertrag steht.

## Karriere

### Verein
Moradaoğlu unterzeichnete am 4. Februar 2019 seinen ersten Profivertrag bei Trabzonspor. Alle drei Torhüter von Trabzonspor wurden im Februar 2021 positiv auf COVID-19 getestet, was dazu führte, dass Moradaoğlu aus der U19 in den Hauptkader berufen wurde. Sein Profidebüt für Trabzonspor gab er am 19. Februar 2021 beim 1:0-Sieg der Süper Lig gegen Istanbul Başakşehir FK.

### Nationalmannschaft
Moradaoğlu spielte zwischen 2019 und 2020 für die türkische U17-Nationalmannschaft. Er absolvierte 2 Länderspiele. Ab 2021 absolvierte er vier Einsätze für die türkische U19-Nationalmannschaft.